# SA-1 (Аполлон)
«SA-1» — первый полёт ракеты-носителя Сатурн-1, состоявшийся в рамках программы Аполлон.

## Цели

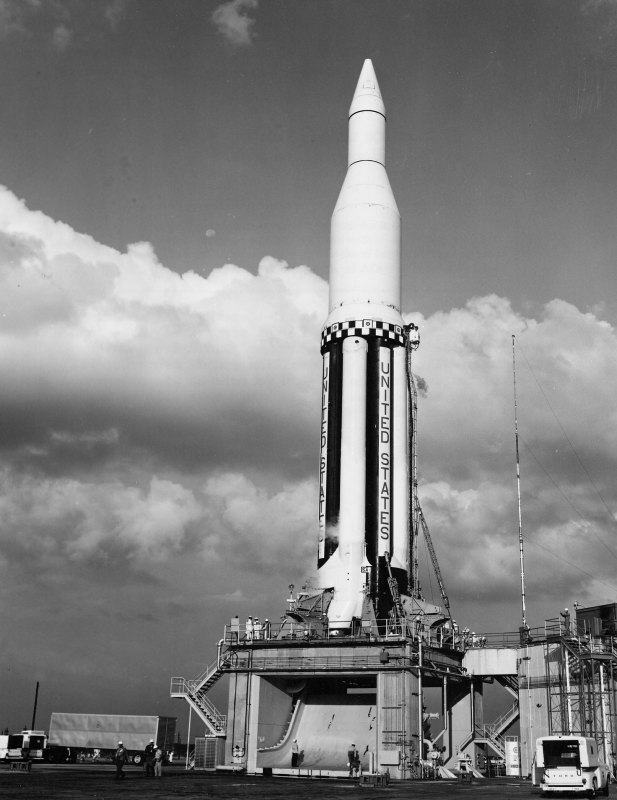
SA-1 перед стартом.

Это был первый запуск «Сатурна-1» — родоначальника семейства «Сатурнов». Ракета, значительно превосходившая по размерам и мощности любую из ранее летавших, стартовала со штатной первой ступенью и макетами двух верхних. Она была втрое длиннее, расходовала в 6 раз больше топлива и в 10 раз превосходила по тяге ракету «Юпитер-С», которая в 1958 году вывела на орбиту первый американский спутник «Эксплорер-1».

## Подготовка
Впервые ракетная ступень была доставлена на мыс Канаверал на барже, что навело на мысль о возможности подобной транспортировки ещё более массивных ступеней ракеты «Сатурн-5». (В то время «Сатурн-5» представлял собой несколько чертежей и некоторые детали).
Штатная первая ступень и габаритно-весовые макеты двух верхних ступеней прибыли на барже «Compromise» 15 августа 1961 года. В ходе путешествия баржа четыре раза села на мель из-за ошибок на картах, а на обратном пути врезалась в мост, получив небольшие повреждения.
Пять дней спустя с небольшими трудностями носитель был установлен на площадку № 34, предстартовая подготовка продолжилась с некоторым отставанием от графика.
Поскольку это было первое лётное испытание, оборудование постоянно дорабатывалось. В то время проверка бортовых систем не была автоматизирована и представляла собой переключение тумблеров в ЦУПе и наблюдение за ответными реакциями ракеты.

## Полёт
26 октября 1961 года в 12:30 по восточному времени началась заправка ракеты керосином RP-1 и жидким кислородом. Керосин закачали с трёхпроцентным запасом на испарение, а перед пуском излишек горючего слили.
Заполнение баков жидким кислородом началось на следующий день в 03:00, по той же схеме, как и при заправке керосином: сначала баки залили на десятую часть, чтобы проверить их на предмет утечек, затем быстро закачали окислитель до уровня 97 %, а затем медленно заполнили баки доверху.
Несмотря на пару задержек из-за плохой погоды, ракета была запущена с отставанием от графика всего в 1 час. Проектанты предсказывали носителю 75-процентную вероятность успешного старта и лишь 30-процентную — благополучного завершения полёта. Также считалось возможным получение повреждений во время полёта.
Старт ракеты с полигона Редстоун Арсенал разбил все окна в радиусе 12 км. Однако, звук запуска разочаровал некоторых свидетелей, описавших его как звук запускаемой ракеты Атлас на расстоянии полутора миль (2,4 км) вместо 3 миль (5 км), отведённых для Сатурна. Позже было решено, что причина различий между мысом Канаверал и полигоном Редстоун кроется в атмосферных условиях, заглушающих звук.
Сам полёт прошёл почти безупречно. Ракета поднялась на высоту 136,5 км и упала в 345,7 км от места запуска. Единственной проблемой было отключение двигателей на 1,6 секунды раньше срока вследствие заправки лишних 400 кг жидкого кислорода и недозаправки 410 кг керосина. Всего же для первого испытательного полёта в ракету было залито 83 % от штатного количества топлива.